# ترانه‌شناسی مارتا و واندلاس
این مقاله، فهرستی از آلبوم‌ها و تک‌آهنگ‌های منتشر شده توسط گروه دخترانۀ موتاون مارتا و واندلاس است. ۱۲ تک‌آهنگ آن‌ها به جدول ۴۰ تک‌آهنگ برتر بیلبورد در آمریکا رسید، در حالی که ۲۲ تک‌آهنگ در فهرست ۴۰ تک‌آهنگ برتر نمودار آر اند بی آمریکا ثبت کردند که ۲ تا از آن‌ها به رتبه ۱ جدول رسیدند. ۶ تا از تک‌آهنگ‌ها جزو ۱۰ تک‌آهنگ برتر پاپ و ۱۰ تک‌آهنگ جزو ۱۰ تک‌آهنگ آر اند بی برتر بودند. از بین تمام ترانه‌هایی که منتشر کردند، ۲۵ تک‌آهنگ آن‌ها تک‌آهنگ‌های بیلبورد هات ۱۰۰ پاپ بودند که ۲۶ ترانه در جدول تک‌آهنگ‌های بیلبورد هات ۱۰۰ ثبت شده بودند.

## آلبوم‌ها
| نام                      | جزئیات آلبوم                            |
| ------------------------ | --------------------------------------- |
| بیا و این خاطرات را بگیر | - انتشار: ۲۸ ژوئن ۱۹۶۳ - ناشر: گوردی    |
| موج گرما                 | - انتشار: ۳۰ سپتامبر ۱۹۶۳ - ناشر: گوردی |
| مهمانی رقص               | - انتشار: ۱۲ آوریل ۱۹۶۵ - ناشر: گوردی   |
| مواظب باش!               | - انتشار: ۱۶ نوامبر ۱۹۶۶ - ناشر: گوردی  |
| سواری بالا               | - انتشار: ۲۹ آوریل ۱۹۶۸ - ناشر: گوردی   |
| شکر و ادویه              | - انتشار: ۱۶ سپتامبر ۱۹۶۹ - ناشر: گوردی |
| اندوخته‌های طبیعی         | - انتشار: ۸ سپتامبر ۱۹۷۰ - ناشر: گوردی  |
| جادوی سیاه               | - انتشار: ۳ مارس ۱۹۷۲ - ناشر: گوردی     |

### آلبوم‌های گردآوری‌شده
| نام               | جزئیات آلبوم                      |
| ----------------- | --------------------------------- |
| بزرگ‌ترین بازدیدها | - انتشار: ۴ مه ۱۹۶۶ - ناشر: گوردی |

### آلبوم‌های زنده
| نام                   | جزئیات آلبوم                         |
| --------------------- | ------------------------------------ |
| مارتا و واندلاس زنده! | - انتشار: سپتامبر ۱۹۶۷ - ناشر: گوردی |

## تک‌آهنگ‌ها
| نام                                                           | آلبوم                    |                                                                 |                   |
| ------------------------------------------------------------- | ------------------------ | --------------------------------------------------------------- | ----------------- |
| نام                                                           | آلبوم                    | "I'll Let You Know" / "It Takes Two" (Released as The Del-Phis) | تک‌آهنگ‌ بدون آلبوم |
| "You'll Never Cherish A Love So True" (Released as The Vells) | تک‌آهنگ‌ بدون آلبوم        |                                                                 |                   |
| "I'll Have to Let Him Go"                                     | بیا و این خاطرات را بگیر |                                                                 |                   |
| "Come and Get These Memories"                                 | بیا و این خاطرات را بگیر |                                                                 |                   |
| "Heat Wave"                                                   | موج گرما                 |                                                                 |                   |
| "Quicksand"                                                   | تک‌آهنگ‌های بدون آلبوم     |                                                                 |                   |
| "Live Wire"                                                   | تک‌آهنگ‌های بدون آلبوم     |                                                                 |                   |
| "In My Lonely Room"                                           | تک‌آهنگ‌های بدون آلبوم     |                                                                 |                   |
| "Dancing in the Street"                                       | مهمانی رقص               |                                                                 |                   |
| "Wild One"                                                    | مهمانی رقص               |                                                                 |                   |
| "Nowhere to Run"                                              | مهمانی رقص               |                                                                 |                   |
| "You've Been in Love Too Long"                                | تک‌آهنگ‌های بدون آلبوم     |                                                                 |                   |
| "My Baby Loves Me"                                            | تک‌آهنگ‌های بدون آلبوم     |                                                                 |                   |
| "What Am I Going To Do Without Your Love"                     | مواظب باش!               |                                                                 |                   |
| "I'm Ready for Love"                                          | مواظب باش!               |                                                                 |                   |
| "Jimmy Mack"                                                  | مواظب باش!               |                                                                 |                   |
| "Love Bug Leave My Heart Alone"                               | سواری بالا               |                                                                 |                   |
| "Honey Chile"                                                 | سواری بالا               |                                                                 |                   |
| "I Promise to Wait My Love"                                   | سواری بالا               |                                                                 |                   |
| "Forget Me Not"                                               | سواری بالا               |                                                                 |                   |
| "I Can't Dance to That Music You're Playing"                  | تک‌آهنگ‌های بدون آلبوم     |                                                                 |                   |
| "Sweet Darlin'"                                               | تک‌آهنگ‌های بدون آلبوم     |                                                                 |                   |
| "(We've Got) Honey Love"                                      | سواری بالا               |                                                                 |                   |
| "Taking My Love (And Leaving Me)"                             | شکر و ادویه              |                                                                 |                   |
| "I Should Be Proud"                                           | اندوخته‌های طبیعی         |                                                                 |                   |
| "I Gotta Let You Go"                                          | تک‌آهنگ بدون آلبوم        |                                                                 |                   |
| "Bless You"                                                   | جادوی سیاه               |                                                                 |                   |
| "In and Out of My Life"                                       | جادوی سیاه               |                                                                 |                   |
| "Tear It On Down"                                             | جادوی سیاه               |                                                                 |                   |
| "No One There"                                                | جادوی سیاه               |                                                                 |                   |
| "Baby Don't Leave Me"                                         | تک‌آهنگ بدون آلبوم        |                                                                 |                   |